# Moubarack Lô
Pour les articles homonymes, voir LO.
Moubarack Lô, 

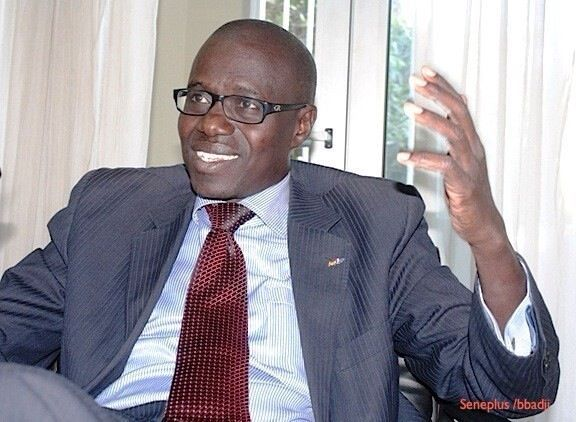

né à Louga, au Sénégal, est Docteur en Management des Affaires économiques, Expert en gestion publique, spécialiste en Stratégie  et 
ingénieur statisticien-économiste sénégalais. Il est actuellement maire de la commune de Niomré au Sénégal et Président du cabinet Emergence Consulting Group et de l'Institut de l'Emergence.

## Biographie
Docteur en management des affaires économiques (DBA, ESC Pau Eklore School of Management),
Ingénieur statisticien-économiste, ancien élève de l'ENSAE-CESD (Paris), de l'Institut d'études politiques de Paris (Section Service Public), de l'Ecole Nationale d’Administration (ENA, France), et de l'université Harvard (États-Unis) (Kennedy School of Government, SMG), Moubarack Lô est maire de la commune de Niomré au Sénégal, chercheur associé à l'Institut Royal d'Etudes Stratégiques du Maroc (IRES) et président de l'Institut Émergence et du Cabinet Emergence Consulting Group spécialisé dans les études économiques et statistiques et dans la planification stratégique. Il a également servi en tant que ministre directeur de Cabinet adjoint du président du Sénégal (Macky Sall), comme directeur général du Bureau de prospective économique (BPE) au bureau du Premier Ministre du Sénégal, comme conseiller spécial, Économiste en Chef et conseiller économique au cabinet des premiers ministres du Sénégal Boun Abdallah Dionne, Habib Thiam, Moustapha Niasse et Mamadou Lamine Loum, et au Cabinet du ministre de l'Économie et des Finances.
Il est expert du Système des Nations unies (notamment le PNUD, la Commission économique pour l'Afrique (CEA), la CNUCED et  FAO), de la Banque africaine de développement (BAD), de la Banque mondiale, de la CNUCED, de l’ONUDI, du BIT, de l'union Européenne, de l'Union africaine (UA), de la CEDEAO, de l’UEMOA et de l’African Center for Economic Transfomation (ACET). Il est également Senior Advisor de l’Association des Économies Euro-Méditerranéens (EMEA) et de l’Association des Zones Économiques Spéciales Africaines (AEZO).
Il a appuyé plusieurs pays africains dans la conception de leurs stratégies de développement à moyen et long termes. 
Il est administrateur Independant à la Banque Atlantique de Côte d’Ivoire (Groupe BCP Maroc).
Il fut président de la Fédération sénégalaise de taekwondo et vice-président du Comité des jeux universitaires et de la jeunesse de la Fédération mondiale de taekwondo (WTF).
Il est également président du mouvement citoyen And Suxli Sénégal (MOUSEM, Mouvement pour un Sénégal émergent) et de l'Initiative pour le développement de la Région de Louga (IDEREL).
Il publie régulièrement dans la presse sénégalaise. 
Il a été maître de conférences en Économie internationale a Essec Business School Africa a Rabat.
Il a exercé comme maître de conférences associé en Politique économique à l'École nationale d'administration du Sénégal (ENA), à l'Université Gaston Berger (UGB) de Saint-Louis et à l'Universite Mohamed VI Polytechnique du Maroc.
Il est concepteur d'un indice de développement : l'Indice synthétique d'émergence économique (ISEME)

## Publications
- Le Sénégal émergent : agenda pour le futur. Editions Walfadjri 2003, Afrique Challenge 2013
- L'émergence économique des nations: définition et mesure, Harmattan Sénégal, 2017, 114 p. (ISBN 978-2-343-11847-5, lire en ligne)
- Manuel de l’Emergence économique, aux Éditions Harmattan Sénégal, https://www.editions-harmattan.fr/livre-manuel_d_emergence_economique_moubarack_lo_amaye_sy-9782343210964-70119.html
- L'Afrique et la crise financière mondiale, Éditions Universitaires Européennes.